# San Juan de la Maguana
San Juan de la Maguana – miasto w zachodniej Dominikanie, nad rzeką Yague del Sur; ośrodek administracyjny prowincji San Juan; 73 tys. mieszk. (2005); ośrodek handlowy regionu uprawy kawowca, ryżu; przemysł spożywczy. Znajduje się tu port lotniczy San Juan de la Maguana.